# Sorgono
Sorgono är en ort och kommun i provinsen Nuoro i regionen Sardinien i Italien. Kommunen hade 16 957 invånare (2017).